# الی اوری
الی اوری (به لاتین: Aly Oury) یک منطقهٔ مسکونی در سنگال است که در Matam, Senegal واقع شده‌است.

## خصوصیات
الی اوری ۱٬۶۵۱ نفر جمعیت دارد و ۷ متر بالاتر از سطح دریا واقع شده‌است.